# Tara Duncan (2021)
Tara Duncan é uma série de animação computadorizada francesa criada por Sophie Audouin-Mamikonian e baseado em suas séries de livros de mesmo nome. Foi produzida pela Princess Sam Pictures, a série foi composta em 52 episódios com duração de 13 minutos.
A série estreou na França em 4 de dezembro de 2021 no Disney Channel. No Brasil, a série estreou em 12 de outubro de 2023 no Gloob, o canal infantil da Globo.

## Sinopse
Tara Duncan é uma jovem comum que cresceu na Terra. Ao ir para o Outro Mundo, um planeta mágico, ela aprenderá a controlar seus poderes nascentes para ajudar sua família a proteger o exuberante império de Omois do qual ela é a herdeira.
Ela vai para a escola supervisionada por um dragão e conhece seus amigos, o MagicGang. Juntos eles cumprem muitas missões e enfrentam seus inimigos, como o terrível Magister que está atrás de Tara na esperança de roubar seus poderes para conquistar o Outro Mundo.

## Elenco de voz
| Personagem  | Voz francesa                          | Voz brasileira     |
| ----------- | ------------------------------------- | ------------------ |
| Tara Duncan | Kaycie Chase                          | Lara Leão          |
| Cal         | Élodie Menant                         | Yan Gesteira       |
| Sparrow     | Clara Soares Emmylou Homs (ep. 4 e 5) | Pamela Rodrigues   |
| Robin       | Gabriel Bismuth-Bienaimé              | Wirley Contaifer   |
| Mestre Chem | Julien Meunier                        | Nestor Chiesse     |
| Magister    | Arnaud Léonard                        | Luiz Carlos Persy  |
| Lisbeth     | Vanessa Van-Geneugden                 | Priscila Amorim    |
| Mani        | Fred Colas                            | Armando Tiraboschi |
| Angelica    | Dorothée Pousséo                      | Helena Palomanes   |
| Carole      | Anaïs Delva                           | Júlia Freitas      |

| Créditos de dublagem | Brasil          |
| -------------------- | --------------- |
| Direção de dublagem  | Marcelo Garcia  |
| Tradução             | Eulália Féo     |
| Estúdio de dublagem  | Beck Studios    |
| Mídia                | TV paga (Gloob) |

## Episódios
| N.º na série | N.º na temp. | Título                                                  | Exibição original                            |
| --- | ------------ | ------------------------------------------------------- | -------------------------------------------- |
| 1 | 1            | "OutroMundo (BR)" "AutreMonde"                          | 4 de dezembro de 2021 12 de outubro de 2023  |
| Tara chega à OutroMundo e, assustada, ela congela todo o palácio. Cal e Robin a ajudam a reparar os danos que ela causou na sua primeira lição de magia.                             |              |                                                         |                                              |
| 2 | 2            | "A Árvore Enfeitiçada (BR)" "L'Arbre Maudit"            | 4 de dezembro de 2021 12 de outubro de 2023  |
| Uma das árvores do Parque Imperial Tingal está doente. Tara, Cal e Robin investigam e conhecem uma nova amiga. A árvore parece ter sido amaldiçoada.                                 |              |                                                         |                                              |
| 3 | 3            | "A Fera de Popuxpresso (BR)" "La bête du Lancovit"      | 8 de janeiro de 2022 13 de outubro de 2023   |
| A gagueira de Gloria a deixa ansiosa durante o Celeste Ball, o esporte favorito no OutroMundo. A garota pede a Tara para lançar um feitiço para lhe dar coragem.                     |              |                                                         |                                              |
| 4 | 4            | "O Mistério das Cores (BR)" "Les couleurs"              | 8 de janeiro de 2022 13 de outubro de 2023   |
| A cidade de Tingal está perdendo suas cores. Tara, Cal e Robin investigam essa emergência em uma loja, mas ficam cara a cara com o Rei que está atrás dos poderes de Tara.           |              |                                                         |                                              |
| 5 | 5            | "As Vacas Douradas (BR)" "Les vaches dorées"            | 8 de janeiro de 2022 16 de outubro de 2023   |
| Em pânico com o desaparecimento do rebanho de vacas douradas, o mestre Chem pede aos heróis que os procurem. A investigação os levará ao Magister.                                   |              |                                                         |                                              |
| 6 | 6            | "O Pássaro Deslumbrante (BR)" "L'oiseau sublime"        | 15 de janeiro de 2022 16 de outubro de 2023  |
| A imperatriz recebe um pássaro como um presente. Angelica, Tara e seus amigos descobrem que o pássaro era, na verdade, um gnomo que veio roubar o tesouro imperial.                  |              |                                                         |                                              |
| 7 | 7            | "A Planta Cameliana (BR)" "La plante Camelin"           | 15 de janeiro de 2022 17 de outubro de 2023  |
| Tara está ansiosa para transformar seu avô de volta à sua forma humana. Uma suposta planta milagrosa acaba sendo um truque e os leva diretamente a uma armadilha.                    |              |                                                         |                                              |
| 8 | 8            | "Os Spatchoons (BR)" "Les Spachounes"                   | 15 de janeiro de 2022 17 de outubro de 2023  |
| Tara e seus amigos descobrem que os Spatchoons estão sendo alvo dos Soldados do Medo. Eles decidem buscar ajuda com Joe, O Criador e confrontar o Magister.                          |              |                                                         |                                              |
| 9 | 9            | "O Reino dos Centauros (BR)" "Le sceptre des centaures" | 19 de setembro de 2022 18 de outubro de 2023 |
| Mestre Chem apresenta a equipe dos centauros para os heróis. Acreditando que isso pode ajudá-la a transformar seu avô em um humano, Tara cai em uma armadilha.                       |              |                                                         |                                              |
| 10 | 10           | "A Anã Guerreira (BR)" "Fafnir"                         | 22 de janeiro de 2022 18 de outubro de 2023  |
| Xandiar, o capitão dos guardas, desafia Cal. O aprendiz tem a ideia de pedir ajuda a Fafnir, um gnomo com uma personalidade forte, que se juntará ao grupo da magia.                 |              |                                                         |                                              |
| 11 | 11           | "Conhecendo os Ídolos (BR)" "Les magicazes"             | 19 de setembro de 2022 19 de outubro de 2023 |
| Os Magicazes estão passando por Tingal. Tara e seus amigos estão tão empolgados em receber os músicos no palácio, mas o show não vai como planejado.                                 |              |                                                         |                                              |
| 12 | 12           | "O Livro que Sabe Tudo (BR)" "Le livre qui sait tout"   | 22 de janeiro de 2022 19 de outubro de 2023  |
| Na esperança de encontrar uma cura para seu avô, Tara pode ter causado outra catástrofe.                                                                                             |              |                                                         |                                              |
| 13 | 13           | "O Presente para o Mestre Chem (BR)" "Bébé Chem"        | 14 de abril de 2022 20 de outubro de 2023    |
| É o aniversário do mestre Chem, mas Tara e o presente de seus amigos acaba sendo uma má ideia. Transformado em um dragão bebê, o mestre Chem é levado pelos Soldados do Medo.        |              |                                                         |                                              |
| 14 | 14           | "Os Anões Guerreiros (BR)" "Les nains guerriers"        | 14 de abril de 2022 20 de outubro de 2023    |
| A Imperatriz envia Tara e seus amigos ao Reino de Anões para trazer à ela um presente para a delegação élfica que chegará em breve. Tara terá que aprender a arte da diplomacia.     |              |                                                         |                                              |
| 15 | 15           | "O Violinista (BR)" "Le violoniste"                     | 29 de janeiro de 2022 23 de outubro de 2023  |
| Um ladrão percorre a cidade de Tingal e ataca apenas durante os shows de Mozardo. Cal e seus amigos decidem investigar, mas se encontram no meio de uma confusão.                    |              |                                                         |                                              |
| 16 | 16           | "O Feitiço da Memória (BR)" "Le mémorus"                | 29 de janeiro de 2022 23 de outubro de 2023  |
| Carol toma uma poção na esperança de nunca esquecer nada, mas ela causa o efeito oposto. Tara e seus amigos procuram uma cura enquanto enfrentam pássaros enormes.                   |              |                                                         |                                              |
| 17 | 17           | "Angélica, a Treinadora (BR)" "Entraineur Angelica"     | 15 de abril de 2022 24 de outubro de 2023    |
| Angélica tem alguns dias para treinar Tara; Magister faz uma oferta surpreendente.                                                                                                   |              |                                                         |                                              |
| 18 | 18           | "O Palácio dos Bolos (BR)" "Le palais aux pâtisserie"   | 15 de abril de 2022 24 de outubro de 2023    |
| A competição anual de panificação provoca um desentendimento entre Tara e Cal. |              |                                                         |                                              |
| 19 | 19           | "Um Tornado de Emoções (BR)" "La tornade"               | 19 de setembro de 2022 25 de outubro de 2023 |
| Tara e seus amigos tentam ajudar uma jovem sereia quando ela provoca um tornado. |              |                                                         |                                              |
| 20 | 20           | "A Coragem de Sheeba (BR)" "Peureuse Sheeba"            | 18 de abril de 2022 25 de outubro de 2023    |
| Sheeba tem um temperamento medroso, o que preocupa Xandiar e a Imperatriz. |              |                                                         |                                              |
| 21 | 21           | "A Floresta Élfica (BR)" "Le sceptre de Maitre Chem"    | 18 de abril de 2022 26 de outubro de 2023    |
| Os heróis ficam preocupados com a reação do professor quando Mani Duncan tem uma ideia.                                                                                              |              |                                                         |                                              |
| 22 | 22           | "A Poção (BR)" "La potion"                              | 20 de setembro de 2022 26 de outubro de 2023 |
| O grupo de heróis se divide para encontrar os ingredientes de uma poção para curar os doentes.                                                                                       |              |                                                         |                                              |
| 23 | 23           | "O Retrato das Duas Irmãs (BR)" "Le tableau"            | 18 de abril de 2022 27 de outubro de 2023    |
| Tara e seus amigos procuram um Feiticeiro para devolver Mani à sua forma humana. |              |                                                         |                                              |
| 24 | 24           | "Procura-se Aliado (BR)" "Magister recrute"             | 19 de abril de 2022 27 de outubro de 2023    |
| Magister, irritado com seus fracassos, procura contratar um novo vilão para auxiliá-lo.                                                                                              |              |                                                         |                                              |
| 25 | 25           | "Imperatriz por um Dia (BR)" "Tara sur le trône"        | 9 de outubro de 2022 30 de outubro de 2023   |
| A Imperatriz de Meme está doente. Tara assume o trono enquanto sua tia se recupera. Ela tem que enfrentar todos os tipos de situações para enfrentar esse novo desafio.              |              |                                                         |                                              |
| 26 | 26           | "Cadê as Pedras Preciosas ? (BR)" "Où est le minerai"   | 29 de novembro de 2022 30 de outubro de 2023 |
| O rei anão enfrenta o desaparecimento inexplicável de seu suprimento de joias. Ele chama os heróis para resolver esse mistério, que pode estar ligado à magia incontrolável de Tara. |              |                                                         |                                              |
| 27 | 27           | "O Elfo da Capa (BR)" "L'elfe sur la couverture"        | 19 de abril de 2022 1 de novembro de 2023    |
| Cal, Glória e Fafnir percebem que algo está errado: eles estão dizendo exatamente o oposto do que pensam. Tara e Robin investigam para ajudá-los.                                    |              |                                                         |                                              |
| 28 | 28           | "Poder das Flores (BR)" "La puissance des fleurs"       | 16 de outubro de 2022 1 de novembro de 2023  |
| Magister sequestra a tia de Robin para que ela faça a reforma da fortaleza cinza. Tara e seus amigos precisam confiar na magia élfica de Robin para libertá-la.                      |              |                                                         |                                              |

## Transmissão
A série estreou originalmente na França em 4 de dezembro de 2021 no canal Disney Channel. Na Suiça, a série estreou em 26 de dezembro de 2021 na RTS Un, através do bloco infantil RTS Kids. No Brasil, a série estreou no canal Gloob em 12 de outubro de 2023.